# Diocesi di Dharmapuri
La diocesi di Dharmapuri (in latino Dioecesis Dharmapuriensis) è una sede della Chiesa cattolica in India suffraganea dell'arcidiocesi di Pondicherry e Cuddalore. Nel 2021 contava 57.648 battezzati su 3.400.300 abitanti. È retta dal vescovo Lawrence Pius Dorairaj.

## Territorio
La diocesi comprende i distretti di Dharmapuri e Krishnagiri nello stato indiano del Tamil Nadu.
Sede vescovile è la città di Dharmapuri, dove si trova la cattedrale del Sacro Cuore di Gesù.
Il territorio è suddiviso in 47 parrocchie.

## Storia
La diocesi è stata eretta il 24 gennaio 1997 con la bolla Totius dominici gregis di papa Giovanni Paolo II, ricavandone il territorio dalla diocesi di Salem.

## Cronotassi dei vescovi
Si omettono i periodi di sede vacante non superiori ai 2 anni o non storicamente accertati.
- Joseph Anthony Irudayaraj, S.D.B. † (24 gennaio 1997 - 13 gennaio 2012 ritirato)
- Lawrence Pius Dorairaj, dal 13 gennaio 2012

## Statistiche
La diocesi nel 2021 su una popolazione di 3.400.300 persone contava 57.648 battezzati, corrispondenti all'1,7% del totale.
| anno | popolazione | popolazione | popolazione | presbiteri | presbiteri | presbiteri | presbiteri                | diaconi | religiosi | religiosi | parrocchie |
| anno | battezzati  | totale      | %           | numero     | secolari   | regolari   | battezzati per presbitero | diaconi | uomini    | donne     | parrocchie |
| ---- | ----------- | ----------- | ----------- | ---------- | ---------- | ---------- | ------------------------- | ------- | --------- | --------- | ---------- |
| 1997 | 39.147      | 220.788     | 17,7        | 40         | 35         | 5          | 978                       |         | 5         | 192       | 22         |
| 2002 | 42.126      | 2.630.810   | 1,6         | 53         | 42         | 11         | 794                       |         | 11        | 246       | 27         |
| 2003 | 43.082      | 2.733.252   | 1,6         | 55         | 45         | 10         | 783                       |         | 10        | 250       | 30         |
| 2004 | 43.589      | 2.790.456   | 1,6         | 58         | 48         | 10         | 751                       |         | 10        | 250       | 30         |
| 2006 | 52.169      | 2.856.300   | 1,8         | 63         | 51         | 12         | 828                       |         | 12        | 235       | 32         |
| 2013 | 54.200      | 3.018.500   | 1,8         | 92         | 65         | 27         | 589                       |         | 28        | 304       | 39         |
| 2016 | 55.350      | 3.386.652   | 1,6         | 105        | 65         | 40         | 527                       |         | 44        | 300       | 41         |
| 2019 | 55.043      | 3.380.000   | 1,6         | 72         | 70         | 2          | 764                       |         | 2         | 300       | 84         |
| 2021 | 57.648      | 3.400.300   | 1,7         | 112        | 67         | 45         | 514                       |         | 45        | 244       | 47         |